# Mydrewo
Mydrewo (bułg. Мъдрево) – wieś w Bułgarii, w obwodzie Razgrad, w gminie Kubrat. W 2023 roku liczyła 726 mieszkańców.